# Тинакула
Тинакула (англ. Tinakula) — активный стратовулкан к северу от острова Нендо, входит в состав провинции Темоту Соломоновых островов. Остров лежит к северу от Островов Санта-Крус.

## География
В настоящее время остров необитаем. Остров был покинут после цунами и извержения вулкана, произошедших в 1971 году. Впервые вулкан описан в 1595 году Альваро Менданья де Нейра. Остров покрыт джунглями, за исключением юго-западной стороны, которая из-за активности вулкана покрыта пеплом.

## Растительный и животный мир
На острове проживает редкий вымирающий вид санта-крусских куриных голубей (лат. Gallicolumba sanctaecrucis), но орнитологи не посещали остров долгое время, и неизвестно выжил ли он, к настоящему времени.